# Katharerburgen

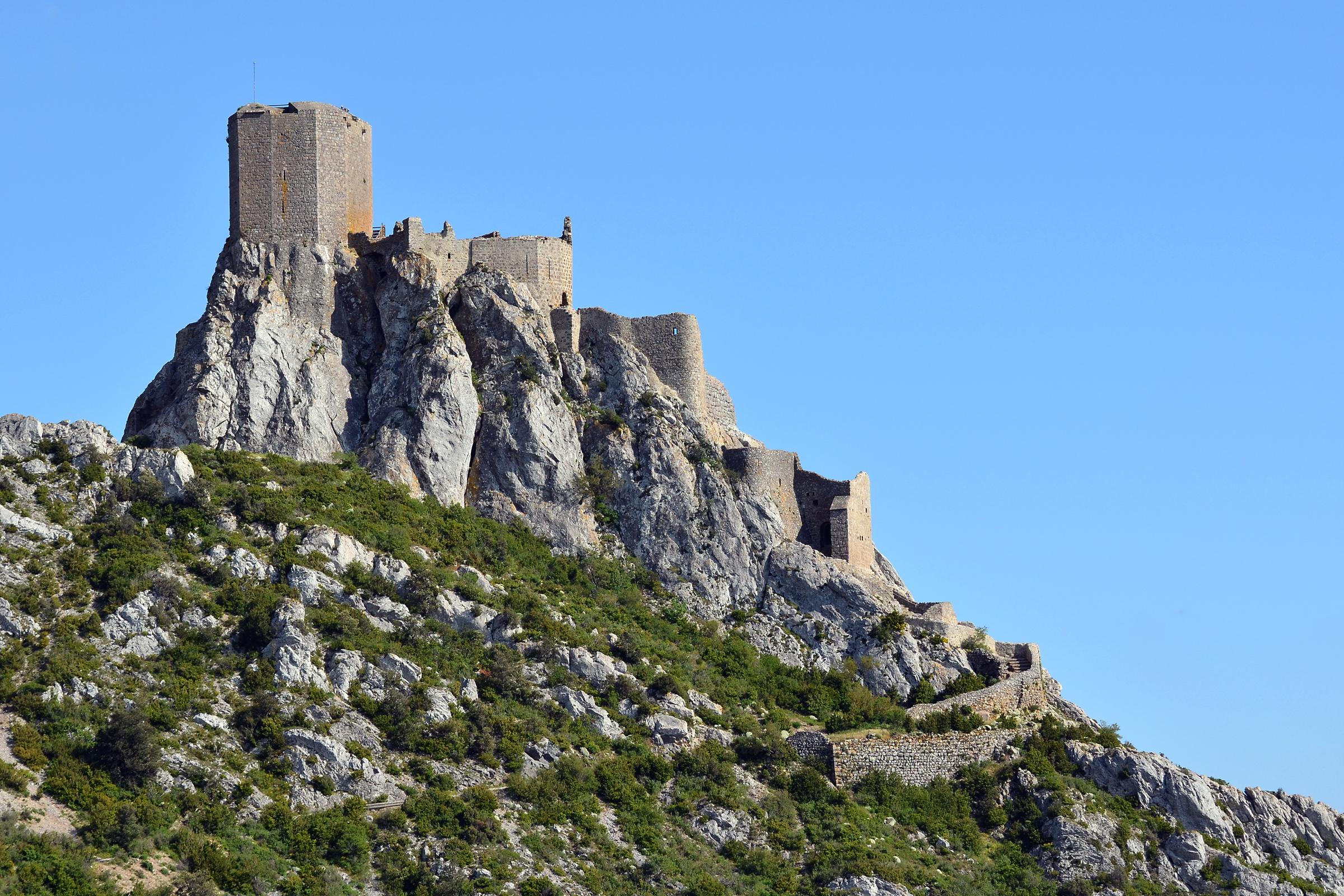
Burg Quéribus

Als Katharerburgen werden umgangssprachlich eine Reihe von mittelalterlichen Burgen im Pays Cathare bezeichnet, in der heutigen Region Languedoc-Roussillon im Südwesten Frankreichs. Die in exponierter Lage auf Bergspitzen des Pyrenäenvorlandes liegenden Festungen dienten der als häretisch angesehenen kirchlichen Bewegung der Katharer (auch Albigenser genannt) als Rückzugsorte.

## Echte und falsche Katharerburgen
Die „echten Katharerfestungen“ – besser spricht man von castra als befestigten Höhensiedlungen – wurden kurz vor und während der Zeit des Albigenserkreuzzugs (1209–1229) von Anhängern der Katharerbewegung zur Verteidigung ihres Lebens und ihres Glaubens errichtet. Wenige frühe Katharerburgen sind älter (z. B. Châteaux de Lastours, Burg Termes, Burg Usson), sie hatten im ausgehenden 12. und beginnenden 13. Jahrhundert Burgherren, die den Katharerglauben angenommen hatten oder ihm zumindest nahestanden. Der okzitanische Adel, vor allem die mächtigen Grafen von Toulouse, das Haus Trencavel (Vizegrafen von Carcassonne, Béziers und Razès) sowie die Grafen von Foix unterstützte zunächst die Katharer - vor allem, um der Machtausbreitung der französischen Könige seit Philipp August etwas entgegenzusetzen.
In der Frühzeit der Katharerbewegung gab es im Pays Cathare nur wenige Burgen. Die Anhänger der Glaubensbewegung lebten im Schutz der Städte oder in wehrhaften Höhensiedlungen, manchmal im Schutz der Burg eines mit der Bewegung sympathisierenden Lokalfürsten. Diese Siedlungen waren meist von Gräben oder Steinmauern umschlossen – steinerne Türme gab es in den castra nicht. Derartige Anlagen standen in Laurac, Lastours, Fanjeaux, Mas-Saintes-Puelles und andernorts. Man kann folglich nur sehr eingeschränkt von einer „Katharer-Architektur“ sprechen. Die meisten dieser castra wurden während des Albigenserkreuzzugs geschleift und später als Königsburgen wiederaufgebaut, so Termes oder Puilaurens; Montségur hingegen fiel erst 1244 nach längerer Belagerung.
Die sogenannten „falschen Katharerburgen“ stehen zwar im Pays Cathare, wurden aber erst nach dem siegreichen Ende des Krieges gegen die Albigenser 1229, d. h. in der Zeit nach 1229 bzw. nach 1240/4 errichtet oder wieder aufgebaut. Sie wurden von den französischen Königen oder deren Statthaltern erbaut, um jegliches Wiederaufflammen der Ketzerei und der separatistischen Tendenzen in Okzitanien zu unterbinden und um die Machtpräsenz des Königs eindrucksvoll zu dokumentieren. Zugleich dienten sie auch als Festungen der französischen Krone gegen die Machtansprüche des Königreichs Aragon.
Eine der ersten Königsfestungen in Okzitanien war die Cité de Carcassonne, mit deren Bau nach dem fehlgeschlagenen Eroberungsversuch durch Raimund II. Trencavel (1240) begonnen wurde. Ihr folgten fünf Burgen (Les cinq fils de Carcassonne), die einst Katharerstützpunkte gewesen waren, nun aber als Kette von Grenzfestungen gegen die territorialen und machtpolitischen Interessen der Krone von Aragon, zu dessen Herrschaftsbereich damals noch das Roussillon gehörte, wieder aufgebaut wurden: Burg Aguilar, Burg Peyrepertuse, Burg Puilaurens, Burg Quéribus und Burg Termes.

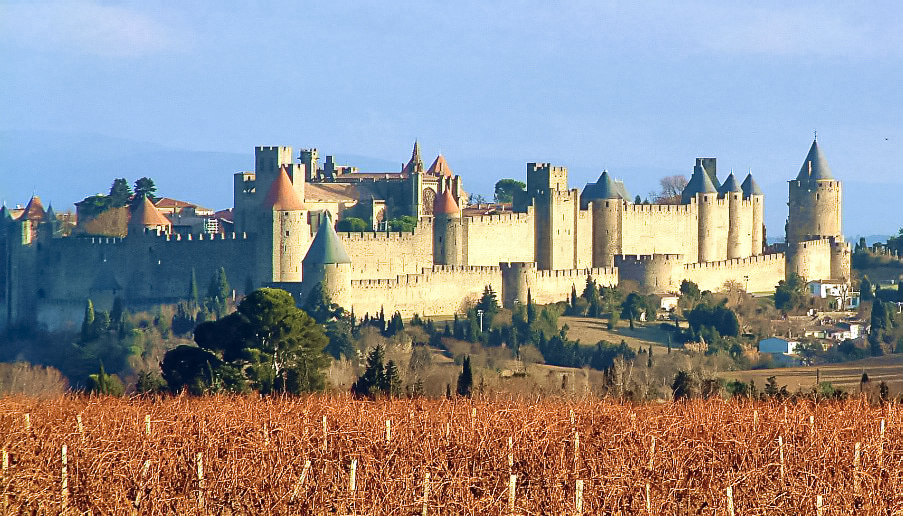
Cité de Carcassonne, ehemalige Katharerhochburg
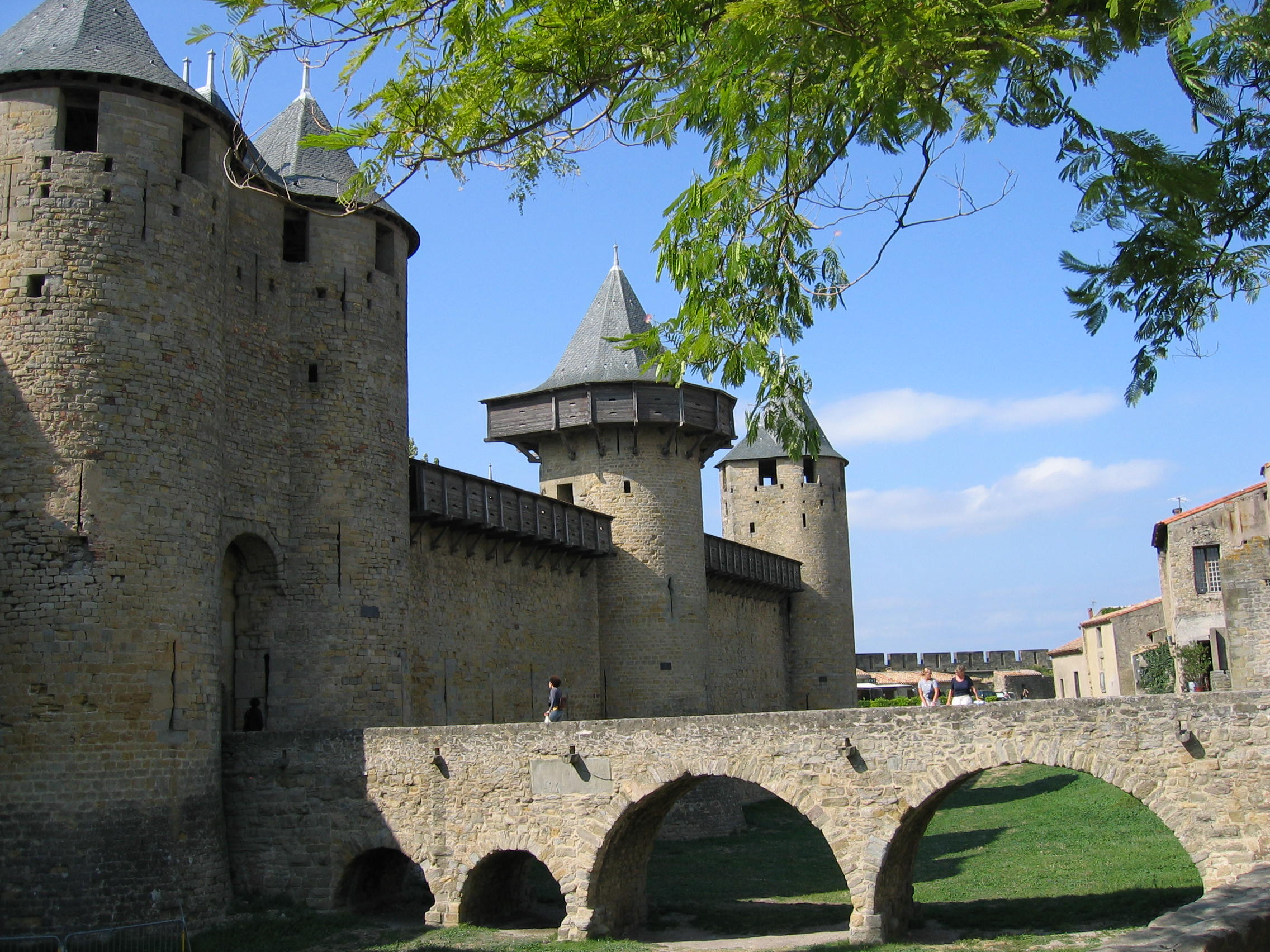
Stadtmauer von Carcassonne
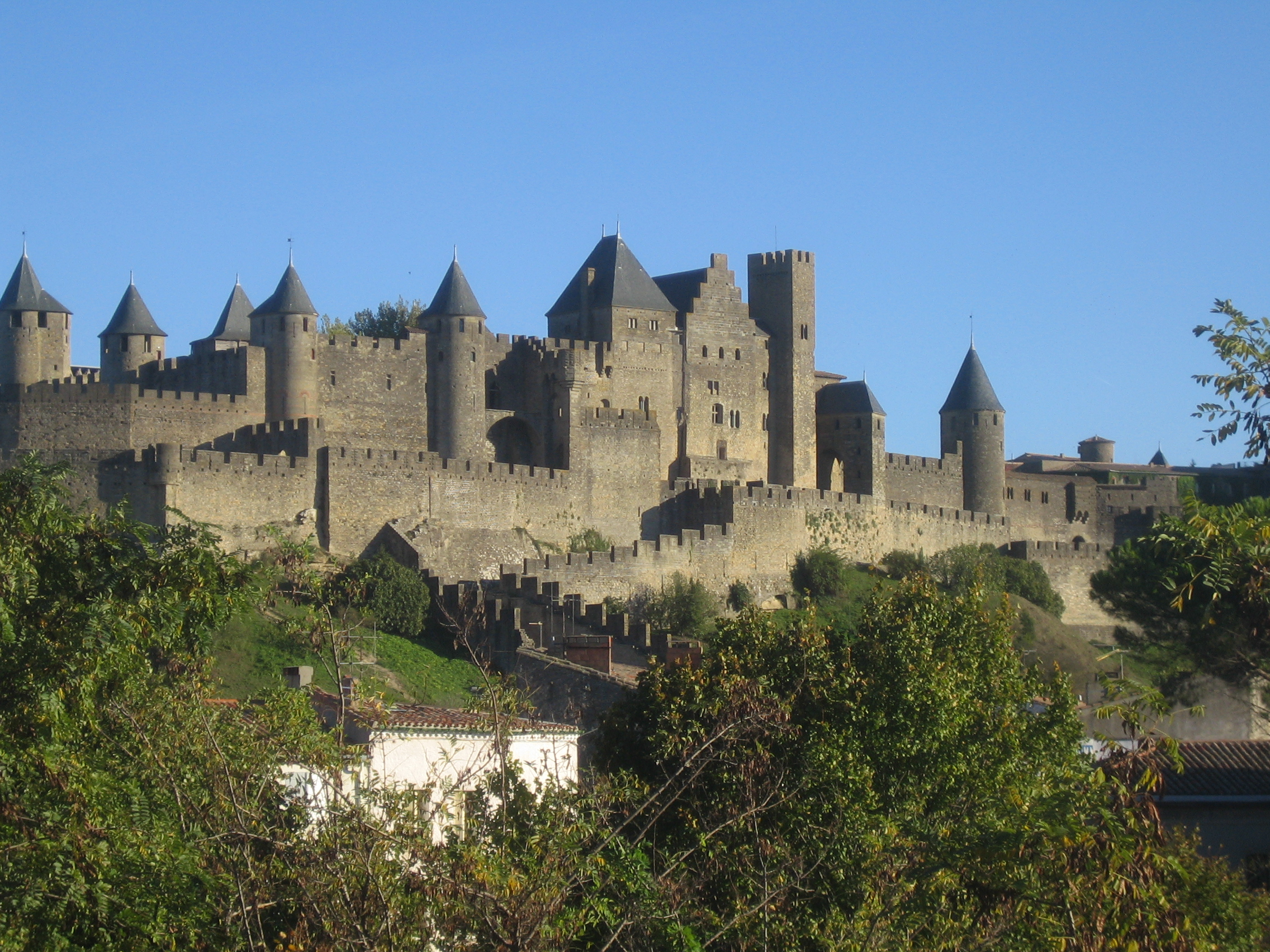
Die Burg von Carcassonne

## Verfall der Burgen
Waren die castra der Katharer bereits in der Zeit der Albigenserkreuzzüge zerstört worden, so waren auch die königlichen Festungen nach der Unterzeichnung des Pyrenäenfriedens (1659) und der Hochzeit zwischen Ludwig XIV. und Maria Teresa von Spanien (1660) militärstrategisch bedeutungslos geworden. Allmählich verfielen sie und dienten nur noch Hirten oder Räubern als Zufluchtsort.

## Bekannte Burgen
- Die Burg Montségur ist die bekannteste Burg der Katharer. Bereits eine Ruine, wurde sie ab 1204 wieder befestigt, Montségur war Sitz und Hauptstadt der katharischen Kirche und blieb auch nach dem Albigenserkreuzzug (1209–1229) wichtigstes Refugium der katharischen Gemeinde, bis zum Fall 1244. Der Katharerbischof und 225 Katharer wurden hier verbrannt. Ende des 13. Jahrhunderts wurde anstelle der geschleiften Katharerburg eine königliche Grenzfestung gegen Aragon errichtet.
- Die Burg Usson gehörte seit dem 11. Jahrhundert den Familien So und Alion. Nach dem Fall von Montségur wurde sie zum letzten Rückzugsort der Katharer bis 1257, später diente sie als Grenzfeste.
- Die Burg Termes gehörte seit dem 11. Jahrhundert den Seigneurs de Termes, Vasallen der Vizegrafen von Carcassonne, die mit den Katharern sympathisierten. Die Burg wurde im Albigenserkreuzzug 1210 zerstört und ab etwa 1260 als Grenzburg neu aufgebaut.
- Die Burg Aguilar aus dem 11. Jahrhundert gehörte ebenfalls den Seigneurs de Termes, die schließlich auf die Seite des Königs wechselten. Ab 1241/62 wurde sie zur Grenzburg.
- Die Châteaux de Lastours bestehen aus vier nahe beieinander liegenden Burgen des 11., 12. und 13. Jahrhunderts, die den  Herren von Cabaret gehörten; im Verlauf des Albigenserkreuzzugs (1209–1229) wurden sie kampflos an Simon de Montfort übergeben.
- Die Burg Peyrepertuse besteht aus einem unteren Teil aus dem 11. Jahrhundert, der 1226 an den König von Aragon fiel, der sie 1240 in einem dreitägigen Kampf an Frankreich verlor. Danach wurde die obere Festung errichtet.
- Die Burg Puilaurens lag im Königreich Aragon und diente während des Albigenserkreuzzugs wichtigen Führern der Katharer als Rückzugsort. Bis zum Ende der Kreuzzüge widerstand sie allen Angriffen der Kreuzritter, bis sie schließlich 1255 kapitulierte. Sie kam dann an Frankreich.
- Die Burg Quéribus gehörte ebenfalls zu Aragon, ihre Besitzer, die Herren von Cucugnan sympathisierten mit den Katharern und boten ihnen Zuflucht. Der König von Aragon verkaufte das Gebiet 1239 an den französischen König, doch die örtlichen Befehlshaber hielten zu den Katharern, bis sie nach längerer Belagerung 1255 gleichzeitig mit Puilaurens aufgaben. Die beiden Burgen hatten elf Jahre länger standgehalten als die Burg Montségur. Nur Usson hielt sich noch zwei Jahre länger.

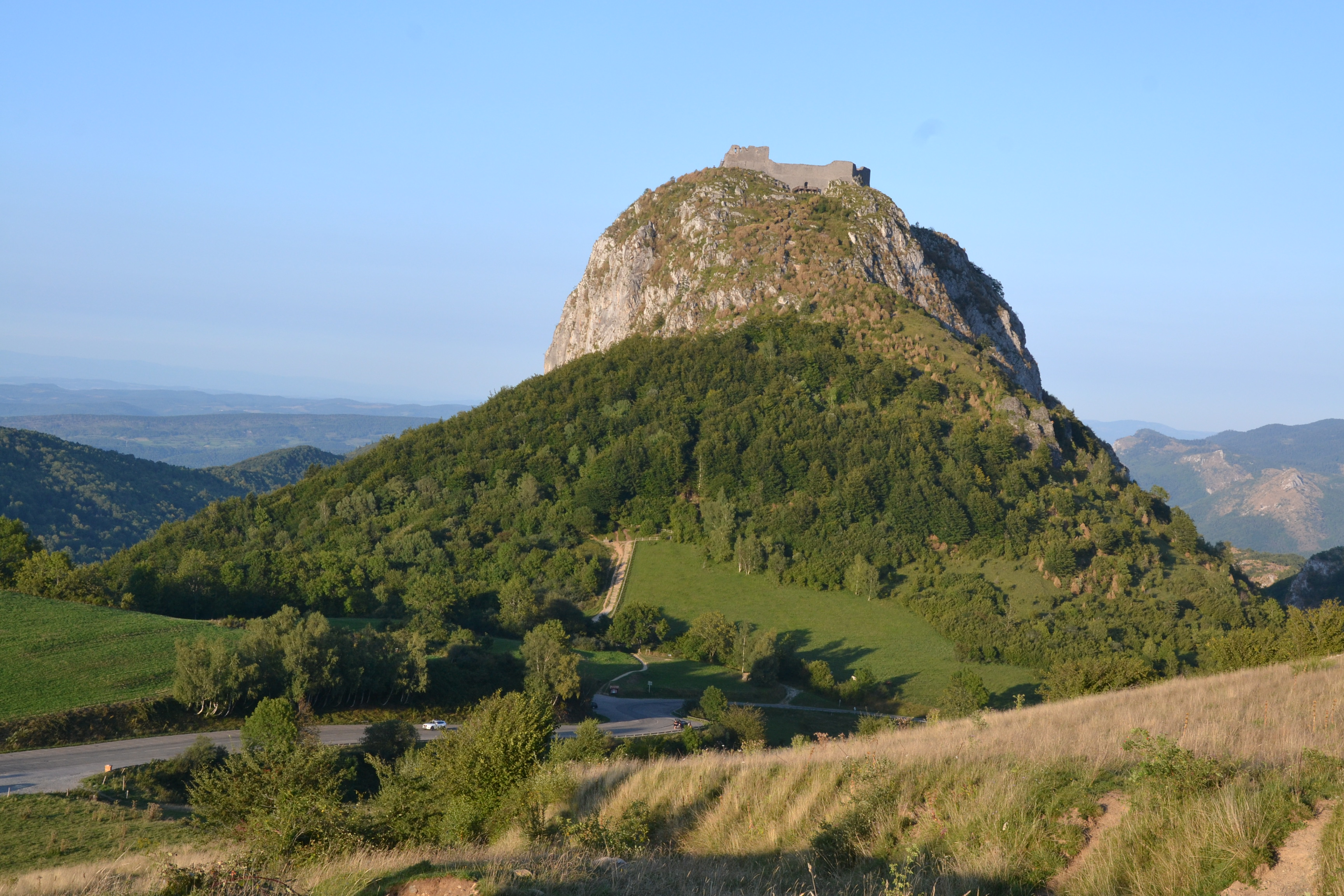
Burg Montségur
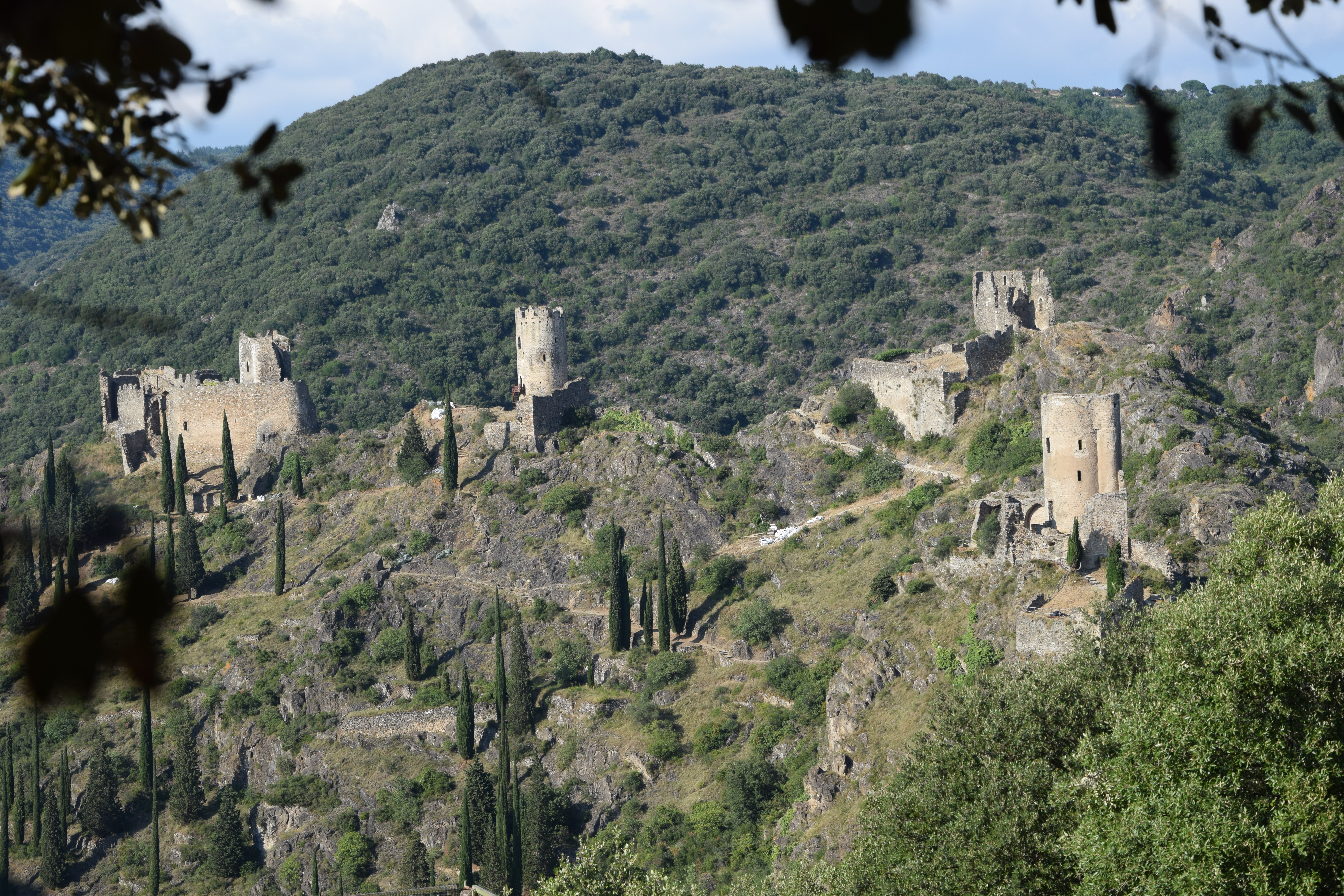
Châteaux de Lastours
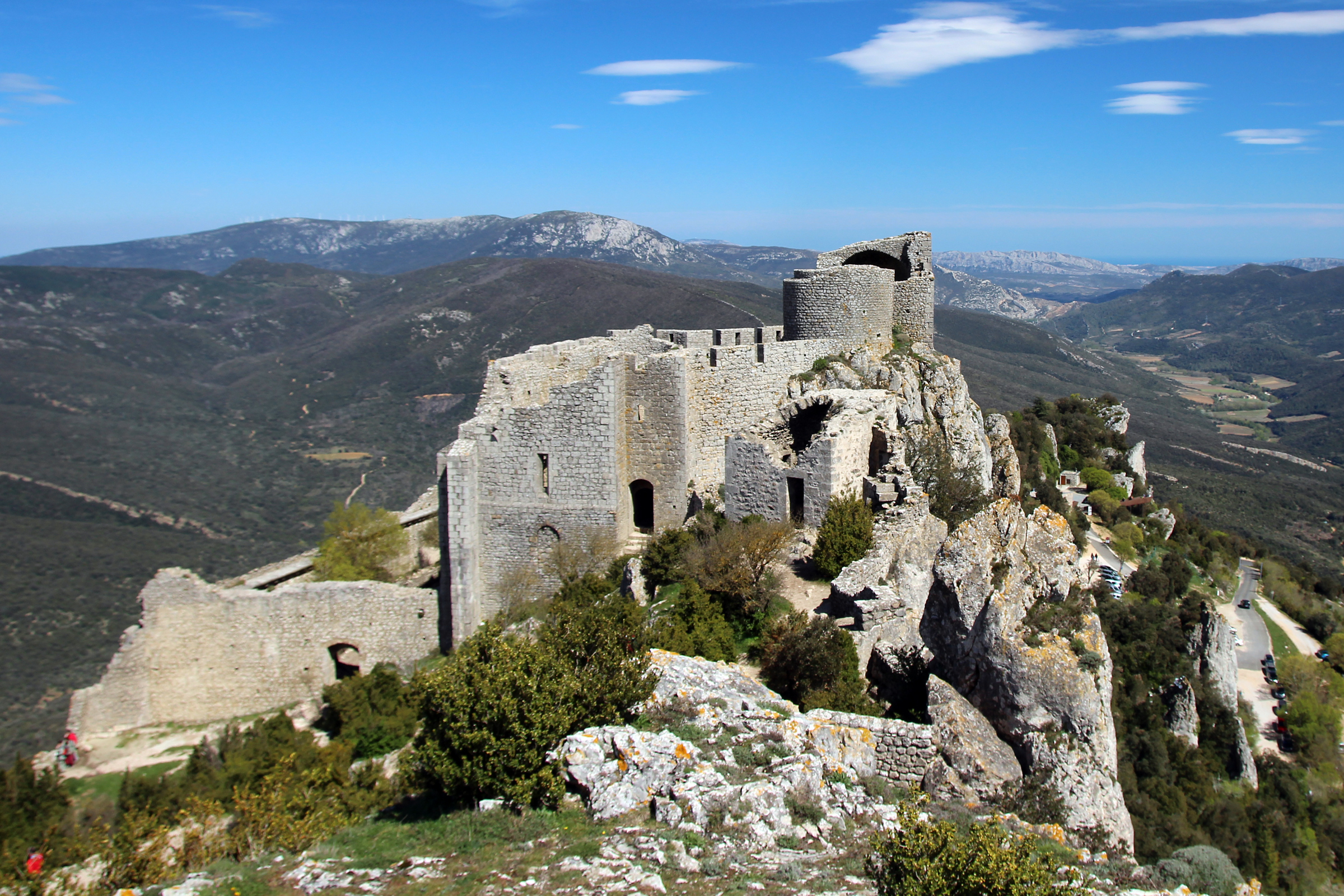
Burg Peyrepertuse
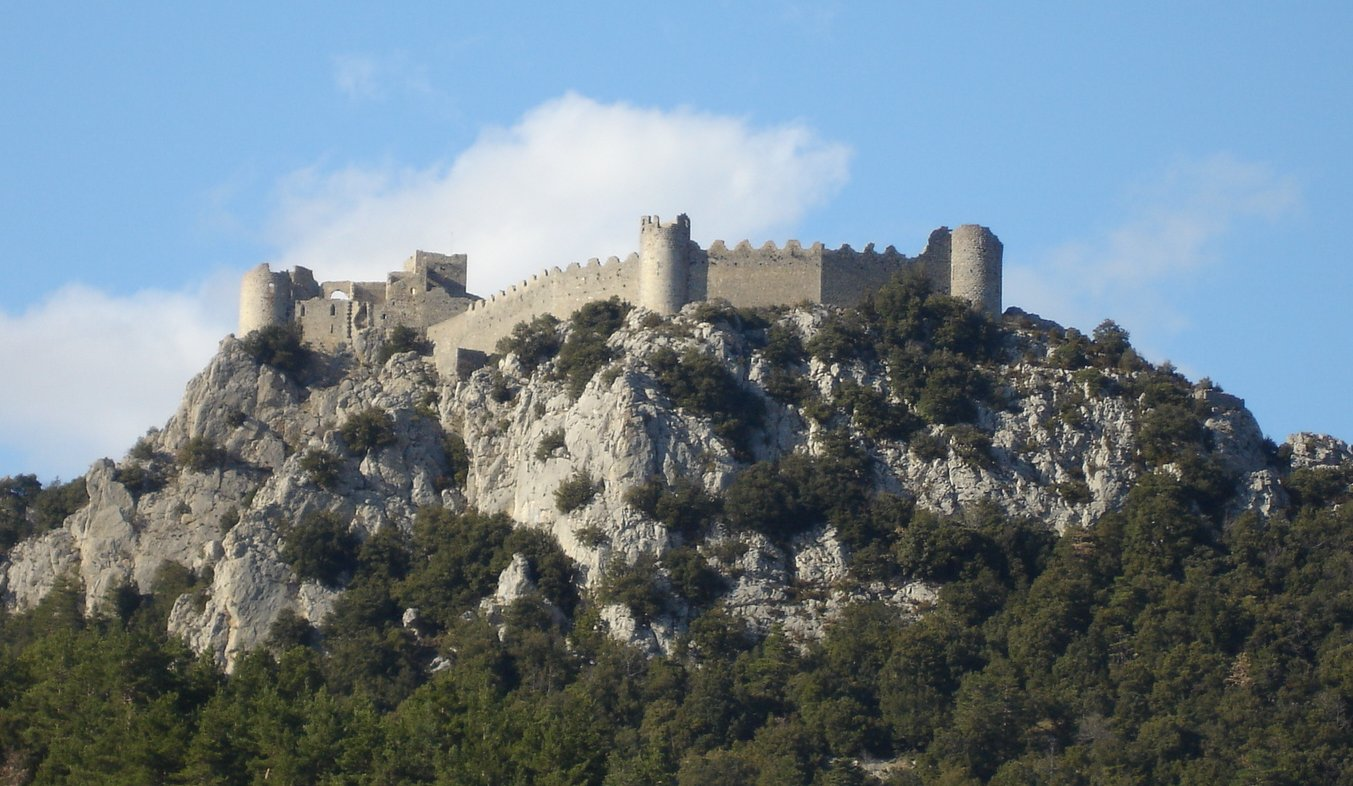
Burg Puilaurens
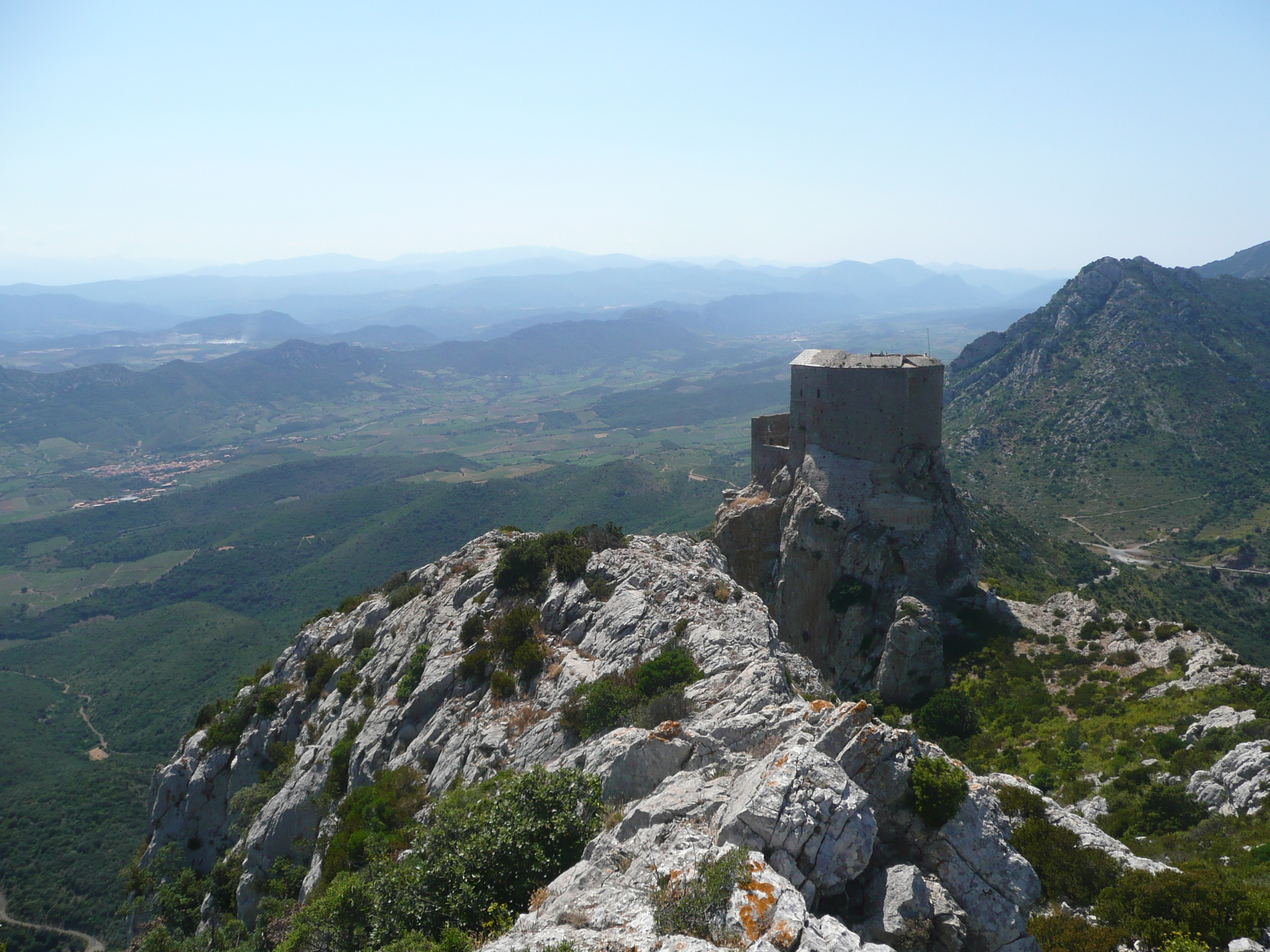
Burg Quéribus

## Andere Burgen im Katharergebiet
Neben den bekannten Katharerfestungen gibt es im ehemaligen Katharergebiet weitere Burgen in den Pyrenäen oder auf Felserhebungen im Pyrenäenvorland:

Orte (blau) und Burgen (rot) im Pays Cathare

- Burg Arques; die Burg wurde erst nach der Katharerzeit ab 1284 erbaut.
- Burg Durfort bei Vignevieille; die Burgherren verbündeten sich 1209 mit den Herren von Termes, doch fiel die Burg bereits 1215 an den französischen Truppenführer Alain de Roucy.
- Burg Miglos bei Vicdessos; die Seigneurs de Miglos, Vasallen der Grafen von Foix, mussten ihre Burg den Königen von Aragon öffnen, boten aber heimlich Katharern Unterschlupf.
- Burg Miramont in Rabat-les-Trois-Seigneurs; die Burg in der Grafschaft Foix diente Katharern als Fluchtburg und wurde 1247 zerstört.
- Burg Niort-de-Sault; die den Seigneurs de Niort, Vizegrafen von Sault gehörende Burg wurde 1255 eingenommen. Von ihr sind nur geringe Reste vorhanden.
- Burg Padern in Padern; die Peyrepertuse benachbarte Burg wurde vom Katharerführer Xacbert de Barbaira erobert.
- Burg Pieusse; hier fand 1226 ein Konzil der Katharer statt.
- Die Burg Puivert befand sich im Besitz der Familie de Congost, die mit den Katharern sympathisierte. 1210 kapitulierte sie nach kurzer Belagerung.
- Burg Roquefixade; während des Albigenserkreuzzugs wurde die Burg belagert und zerstört, 1278 wieder aufgebaut.
- Burg Saissac in Saissac; Bertrand de Saissac, Vasall der Grafen von Carcassonne, unterstützte die Katharer; 1209 erobert.
- Burg Villerouge-Termenès; die Burg war eine Ballei der Erzbischöfe von Narbonne und diente als Festung im Kampf gegen die Katharer.

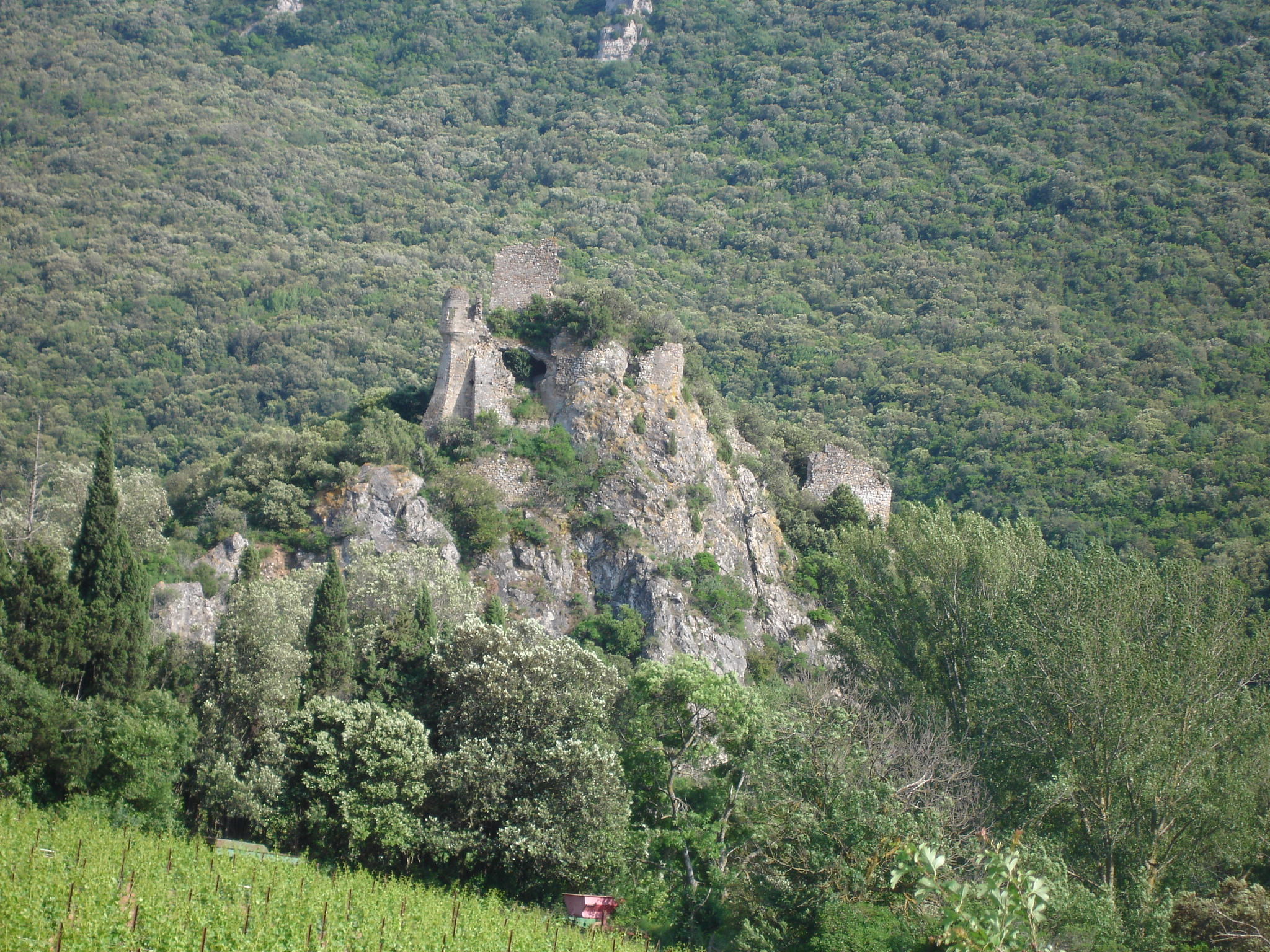
Burg Durfort
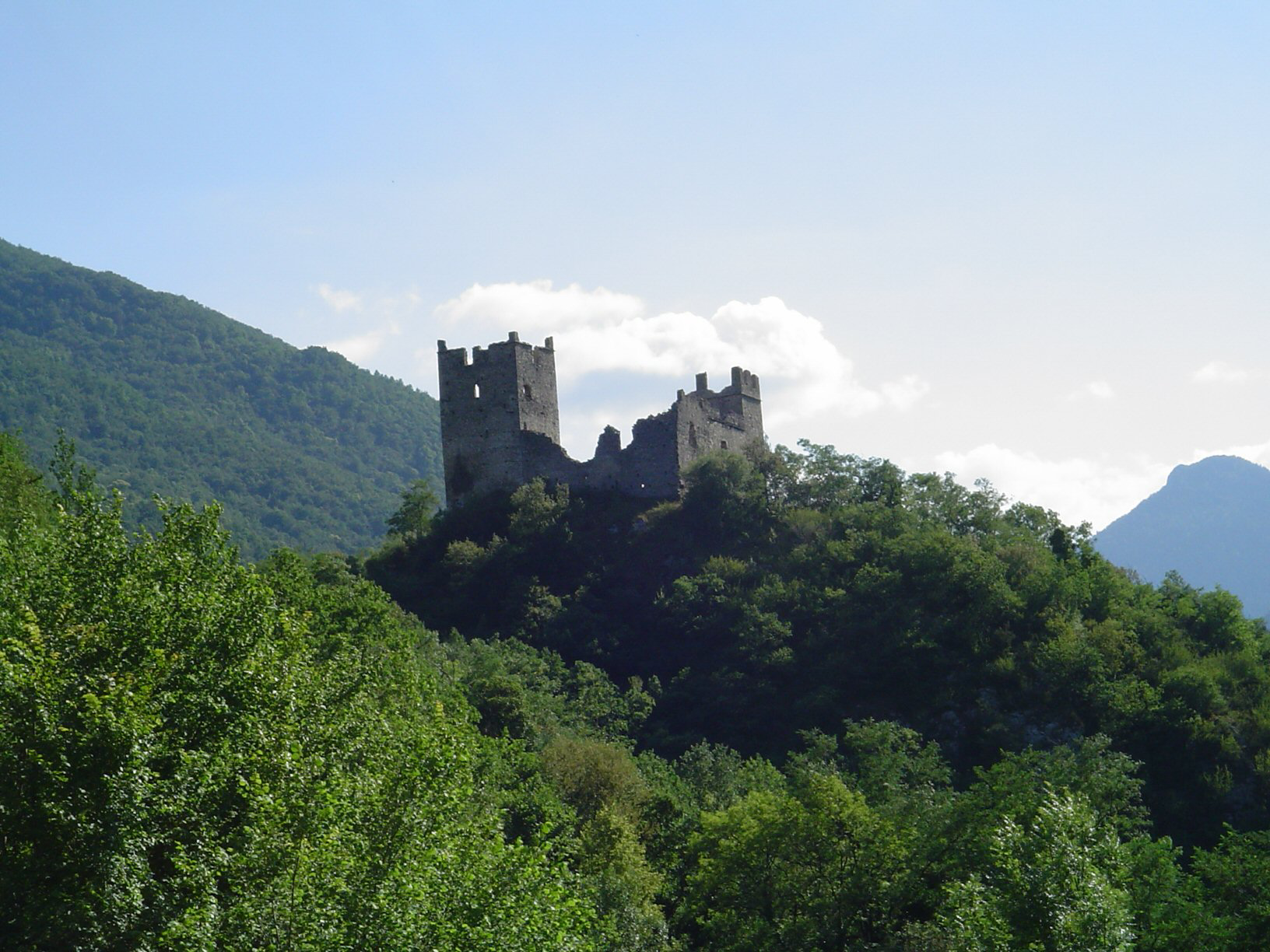
Burg Miglos
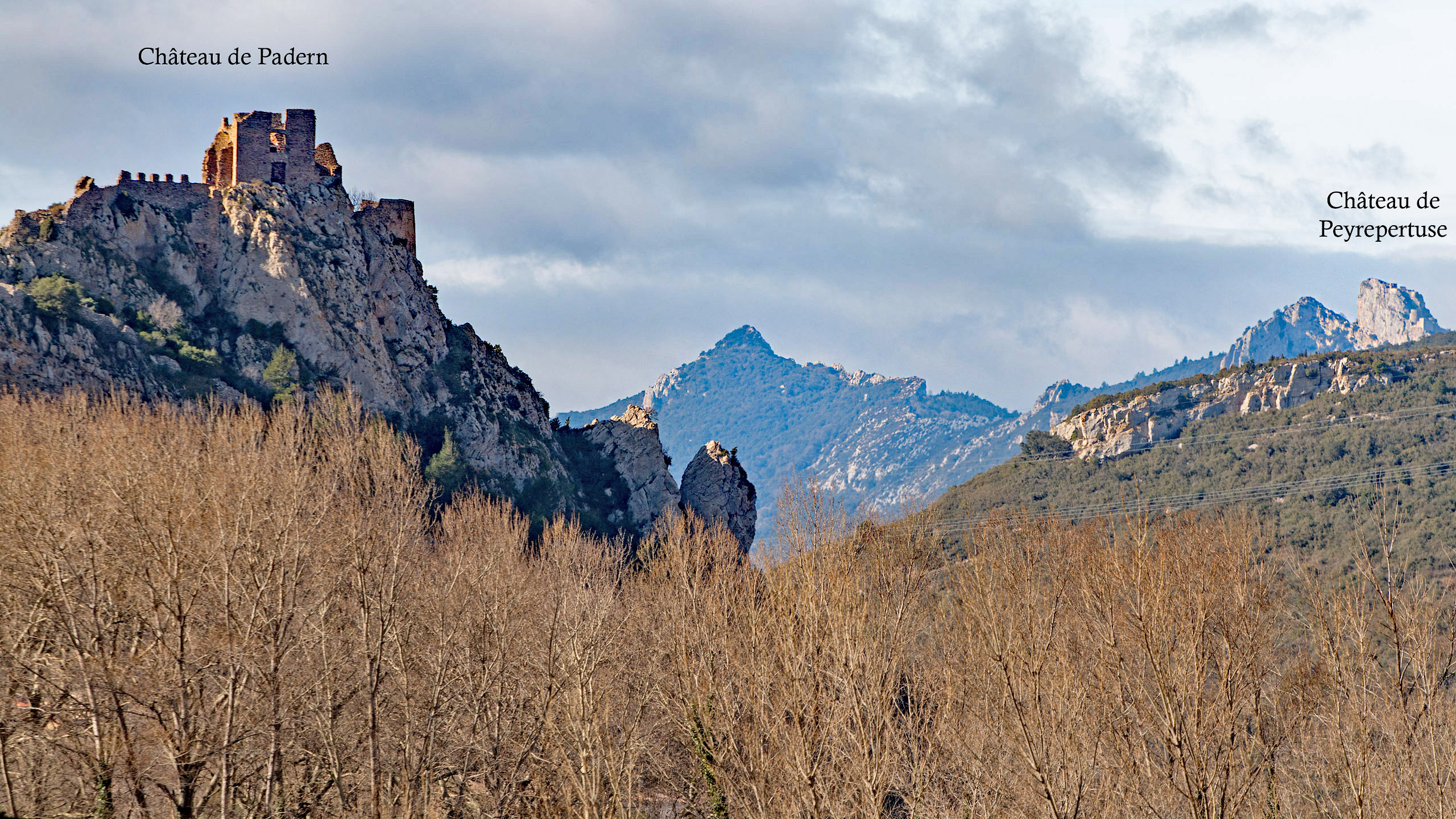
Burg Padern
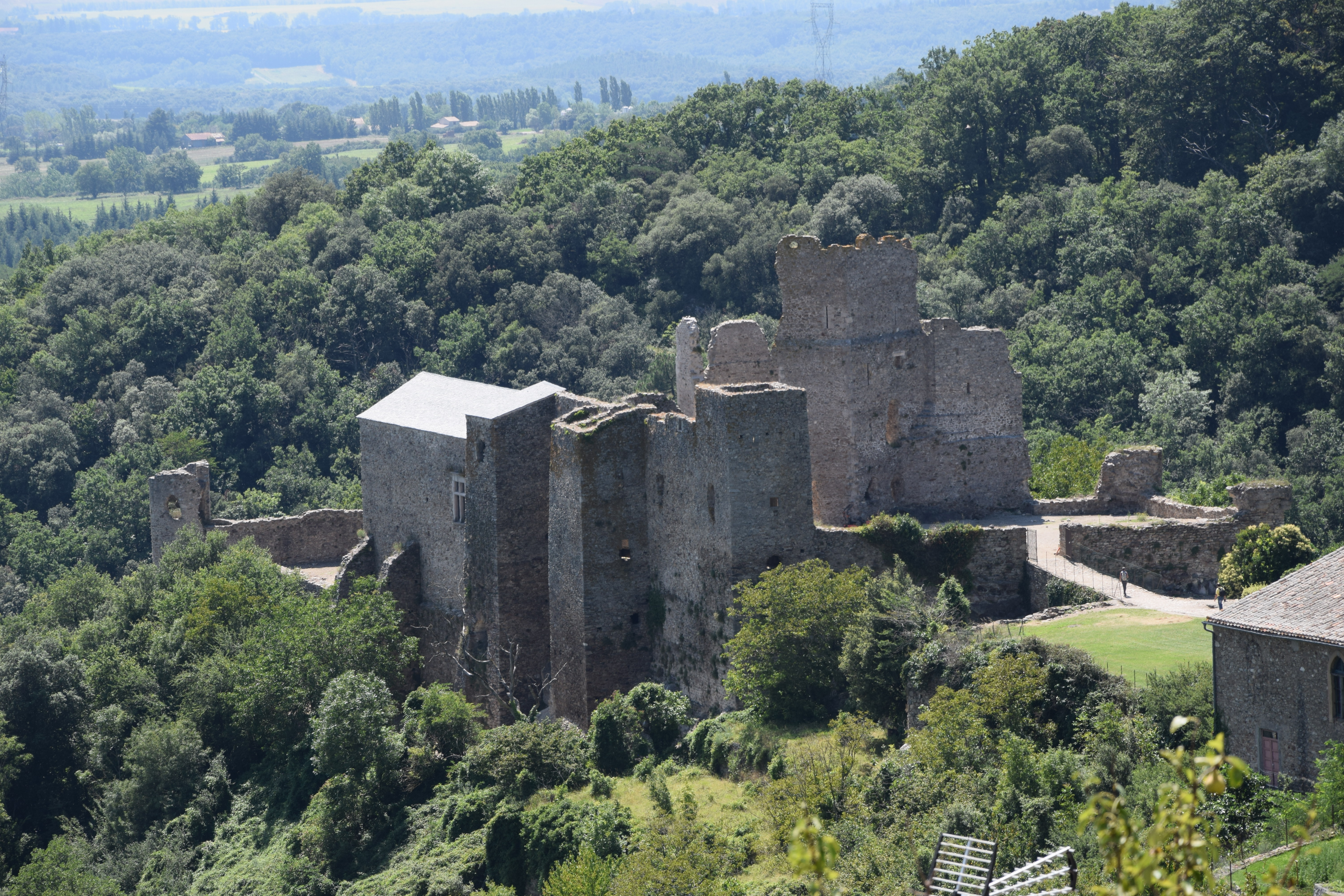
Burg Saissac